# Clematis obvallata
Clematis obvallata är en ranunkelväxtart som först beskrevs av Jisaburo Ohwi, och fick sitt nu gällande namn av Michio Tamura. Clematis obvallata ingår i släktet klematisar, och familjen ranunkelväxter. Inga underarter finns listade i Catalogue of Life.

## Bildgalleri

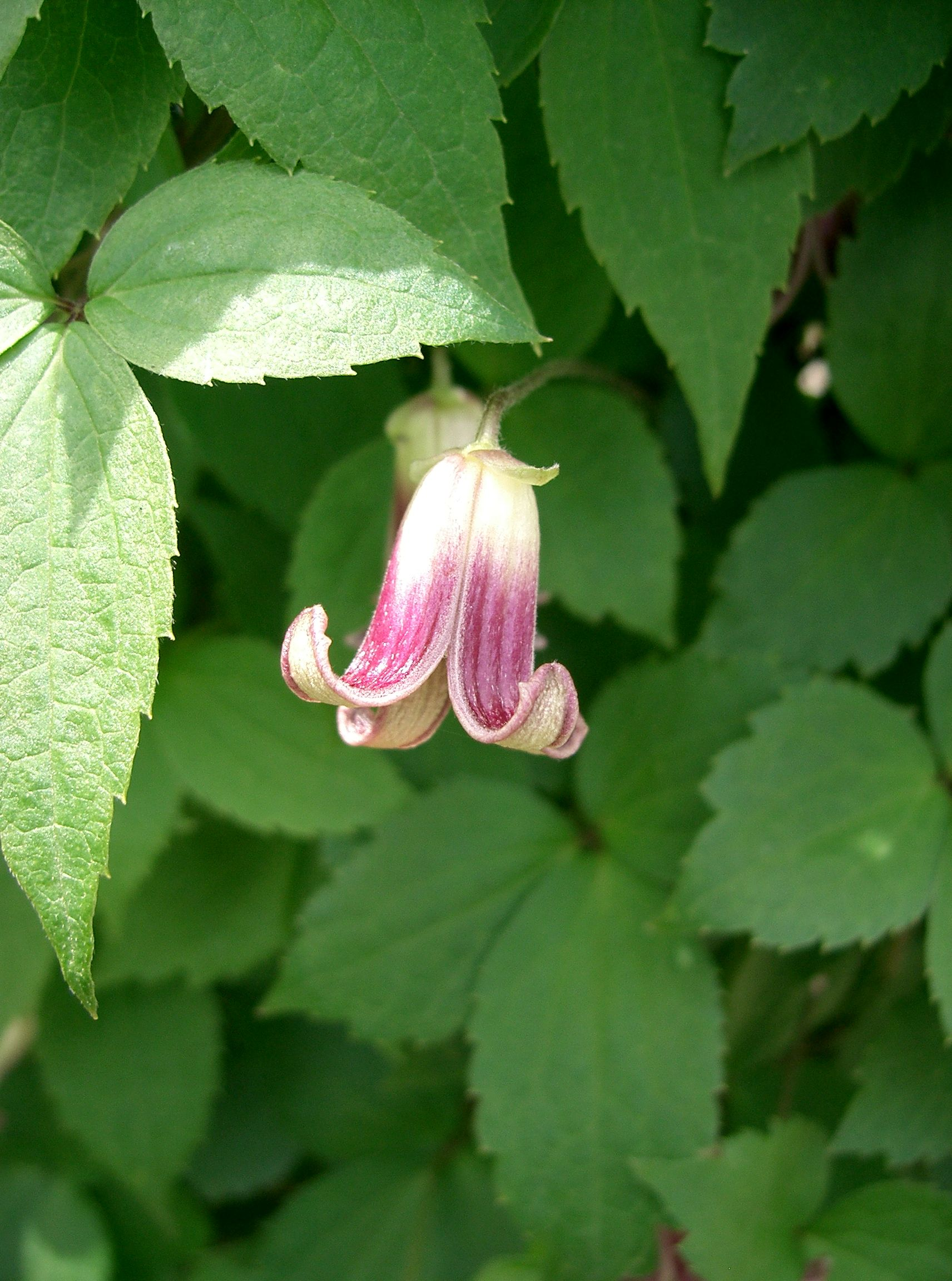
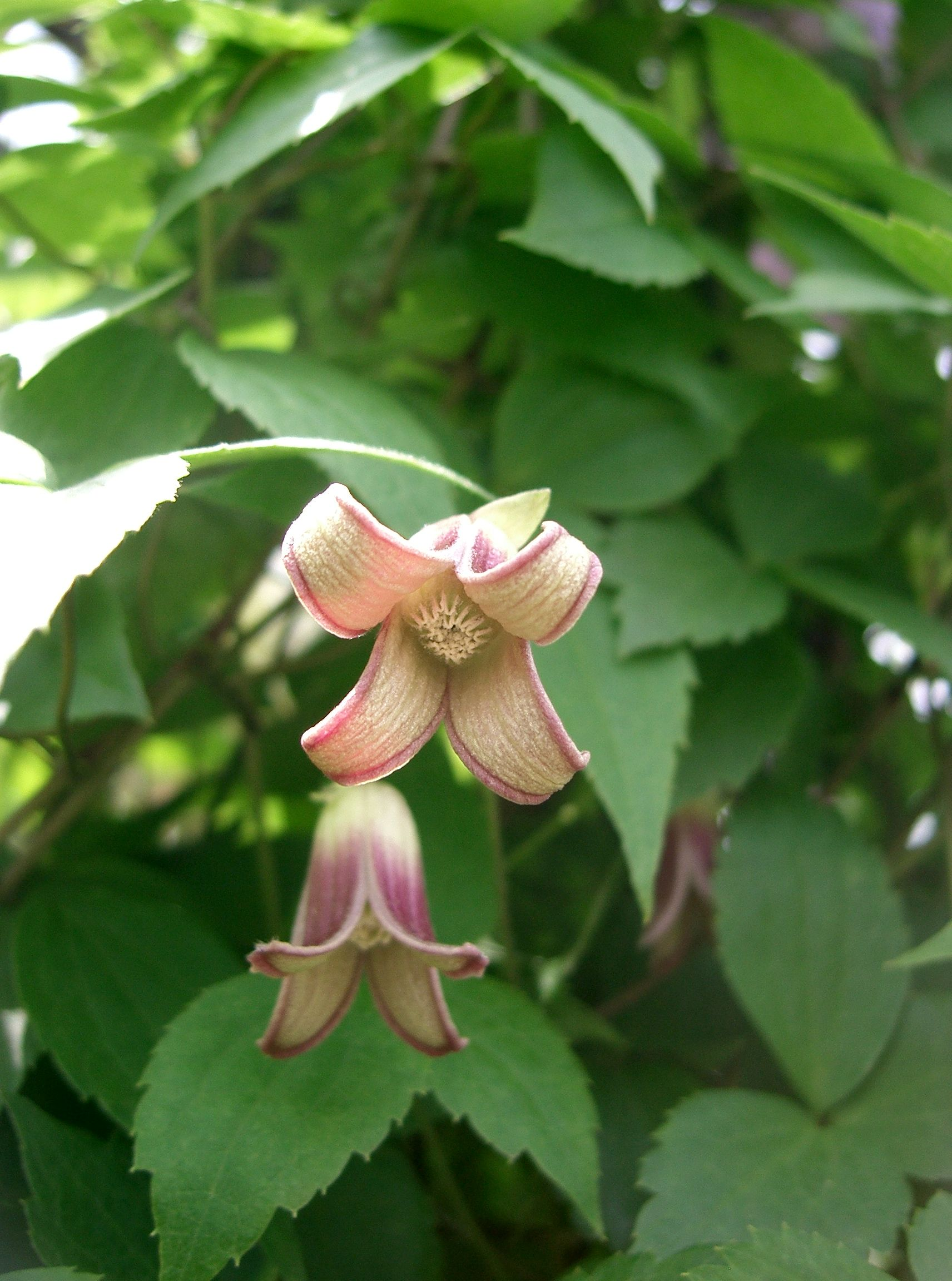